# Gino Bramieri
Gino Bramieri (Milà 21 de juny de 1928 - 18 de juny de 1996) va ser un actor i humorista cinematogràfic i televisiu de nacionalitat italiana.

## Biografia
Nascut en Milà, Itàlia, amb catorze anys va començar a treballar a la seva ciutat natal com empleat de la Banca Commerciale Italiana. El seu debut artístic va tenir lloc a finalitats de 1943, en un espectacle a favor dels desplaçats en la plaça de Rovellasca. La primera actuació teatral, tanmateix, va arribar amb setze anys, el 27 de setembre de 1944, interpretant una única línia en el Teatre Augusteo de Milà en la peça Cretinopoli. La seva primera veritable actuació la va dur a terme amb Brabito (pel nom dels tres protagonistes: Bramieri, Bisi, Tognato).
Gino Bramieri va treballar amb Franco Franchi i Ciccio Ingrassia, Peppino De Filippo, Aldo Fabrizi, Ave Ninchi, Nino Taranto, Raimondo Vianello i Totò, i va ser intèrpret de més de trenta pel·lícules. En televisió va obtenir un gran èxit amb el programa dirigit per Corrado Mantoni L'amico del giaguaro, amb Raffaele Pisu i Marisa Del Frate. Per a Mediaset, a en els seus últims anys de vida, va ser protagonista de la sitcom Nonno Felice i del spin-off Norma e Felice.
Italo Terzoli i Enrico Vaime van ser els seus autors "de referència", aconseguint amb els seus guions grans èxits en el teatre lleuger, des de La sveglia al collo a Anche i bancari hanno un'anima, La vita comincia ogni mattina i La vita comincia ogni mattina (espectacles produïts, a la fi dels anys 1960, per Pietro Garinei i Sandro Giovannini, amb els quals Bramieri va iniciar una col·laboració en 1969 amb Angeli in bandiera, en la qual va actuar al costat de Milva).
Bramieri va ser presentador, entre finals dels anys 1960 i primers setanta, del programa radiofònic de varietats Batto quattro, i per al qual va donar vida a alguns dels seus personatges i caricatures (va ser famós "il Carugati"). En anys següents va protagonitzar nombrosos xous televisius de varietats emesos per la RAI: Tigre contro tigre (1966), Il signore ha suonato? (1966), Eccetera, eccetera (1967), E noi qui (1970), Hai visto mai? (1973), Punto e basta (1975), i la sèrie G.B. Show (1982-88), sempre acompanyat d'artistes com Loretta Goggi, Sylvie Vartan i Lola Falana. Altres programes de varietats en els quals va participar van ser Milleluci i Felicibumtà. Va ser un dels primers humoristes a participar en el Festival de Sanremo, presentant en 1962 les cançons Lui andava a cavallo i Pesca tu che pesco anch'io.
A més del seu gran mestratge creant números còmics, personatges i caricatures, la seva especialitat va ser la de contar acudits, que en general eren molt breus (a vegades amb sol dues frases), i sovint una mica surrealistes. Aquesta habilitat el va fer famós, considerant sobretot que els acudits que podia contar eren milers, i que va recopilar en una sèrie de volums, entre ells 50 chili fa.
Gino Bramieri va morir a Milà en 1996, a causa d'un càncer de pàncrees. Tenia 67 anys. Fou enterrat al Cementiri Monumental de Milà. Es va casar als 19 anys en 1948, i es va separar després de gairebé quaranta anys de relació. En els seus últims anys va estar acompanyat per Angela Baldassini.

## Filmografia
- Siamo tutti Milanesi, de Mario Landi (1953)
- Amarti è il mio peccato, de Sergio Grieco (1953)
- I tre ladri, de Lionello De Felice (1955)
- Avanzi di galera, de Vittorio Cottafavi (1955)
- Per le vie della città, de Luigi Giachino (1956)
- Peppino, le modelle e chella là, de Mario Mattoli (1957)
- Scandali al mare, de Marino Girolami (1961)
- Maciste contro Ercole nella valle dei guai, de Mario Mattoli (1961)
- Twist, lolite e vitelloni, de Marino Girolami (1962)
- Nerone '71, de Filippo Walter Ratti (1962)
- L'assassino si chiama Pompeo, de Marino Girolami (1962)
- Il medico delle donne, de Marino Girolami (1962)
- Gli eroi del doppio gioco, de Camillo Mastrocinque (1962)
- Canzoni a tempo di twist, de Stefano Canzio (1962)
- Colpo gobbo all'italiana, de Lucio Fulci (1962)
- I tre nemici, de Giorgio Simonelli (1962)
- Gli italiani e le donne, de Marino Girolami (1962)
- Sexy, de Renzo Russo (1962, veu)
- Un marito in condominio, d'Angelo Dorigo (1963)
- Siamo tutti pomicioni, de Marino Girolami (1963)
- I 4 tassisti, de Giorgio Bianchi (1963)
- Adultero lui, adultera lei, de Raffaello Matarazzo (1963)
- In ginocchio da te, d'Ettore Maria Fizzarotti (1964)
- Se non avessi più te, d'Ettore Maria Fizzarotti (1965)
- Non son degno di te, d'Ettore Maria Fizzarotti (1965)
- Rita la zanzara, de Lina Wertmüller (1966)
- Perdono, d'Ettore Maria Fizzarotti (1966)
- Nessuno mi può giudicare, d'Ettore Maria Fizzarotti (1966)
- Chimera, d'Ettore Maria Fizzarotti (1968)
- Nel giorno del Signore, de Bruno Corbucci (1970)
- W le donne, d'Aldo Grimaldi (1970)
- Per amore di Cesarina, de Vittorio Sindoni (1976)
- Oh! Serafina, d'Alberto Lattuada (1976)
- Ride bene... chi ride ultimo (1977) - episodi "Arriva lo sceicco", també direcció
- Maschio latino cercasi, de Giovanni Narzisi (1977)
- Gino e Diego, de Marco Aleandri (1978)

## Televisió
- Esami di maturità, de Ladislao Fodor, amb Giulia Lazzarini, Edda Albertini, Brunella Bovo i Isabella Riva; direcció de Mario Landi, 8 d'octubre de 1954
- Manettoni e Pippo Fantasma, d'Alda Grimaldi (1960)
- L'amico del giaguaro, de Vito Molinari (1961)
- Biblioteca di Studio Uno: Il dottor Jekyll e mister Hyde, d'Antonello Falqui (1964)
- Biblioteca di Studio Uno: Al Grand Hotel, d'Antonello Falqui (1964)
- Graditi ospiti, de Vito Molinari (1967)
- Felicita Colombo, d'Antonello Falqui (1968)
- Hai visto mai?, d'Enzo Trapani (1973)
- Un mandarino per Teo, d'Eros Macchi (1974)
- Punto e basta, de Eros Macchi (1975)
- Anche i bancari hanno un'anima, de Pietro Garinei i Gino Landi (1979)
- Mai di sabato signora Lisistrata, de Vito Molinari (1979)
- G. B. Show, de Gino Landi (1980-1988)
- Risate il Capodanno (1990)
- Nonno Felice, de Giancarlo Nicotra (1992-1995)
- La sai l'ultima? (1995)
- Norma e Felice, de Giorgio Vignali (1995)

## Ràdio
- Batto quattro
- Gran Varietà
- Patatine di contorno

## Selecció de la seva discografia

### Àlbum
- 1969 - Angeli in bandiera (Carosello, PLP 327; amb Milva)

### Singles
- 1961 - Raimundo l'oriundo/Penuria d'anguria (CGD, N 9238)
- 1962 - Tulipan/A 15 anni (CGD, N 9332)
- 1962 - Lui andava a cavallo/Pesca tu che pesco anch'io (CGD, N 9340)
- 1970 - Le mani/Bele (Bla Bla, BBR 1305)
- 1973 - Quella sera con la luna/Tirami in su la testa (Bla Bla, BBR 1337)
- 1977 - Motel/E per assurdo... amore (Skorpion, SK 3/207)
- 1978 - Dai, dai, dai/La banda di Cesenatico (Cetra, SP 1707)
- 1980 - So' gelosa/Sono geloso (Lupus, LUN 4913 Amb Alida Chelli)